# Лобкова кістка
Лобко́ва кістка[джерело?]  або лонна кістка (лат. os pubis) — передня з трьох кісток таза. Складається із тіла (corpus ossis pubis) і двох гілок: верхньої (ramus superior) і нижньої (ramus inferior). На верхній гілці є лобковий гребінь (crista pubica), який закінчується лобковим горбиком (tuberculum pubicum). Від гребеня починаються м'язи.

4. Лобок (4a. Тіло лобкової кістки 4b. Верхня гілка 4c. Нижня гілка 4d. Лобковий горбок) 5. Лобковий симфіз

Гілки сідничної і лобкової кісток утворюють затульний отвір. З'єднуються між собою за допомогою симфіза.
До гілок лобкової кістки в чоловіків прикріплюється корінь статевого члена, у жінок — ніжки клітора.